# Joaquín de Vera y Olazábal
Joaquín de Vera y Olazábal (1835-1895) fue un político español, diputado durante el reinado de Isabel II y la Restauración, además de senador durante este último periodo. Fue marqués consorte de Narros.

## Biografía

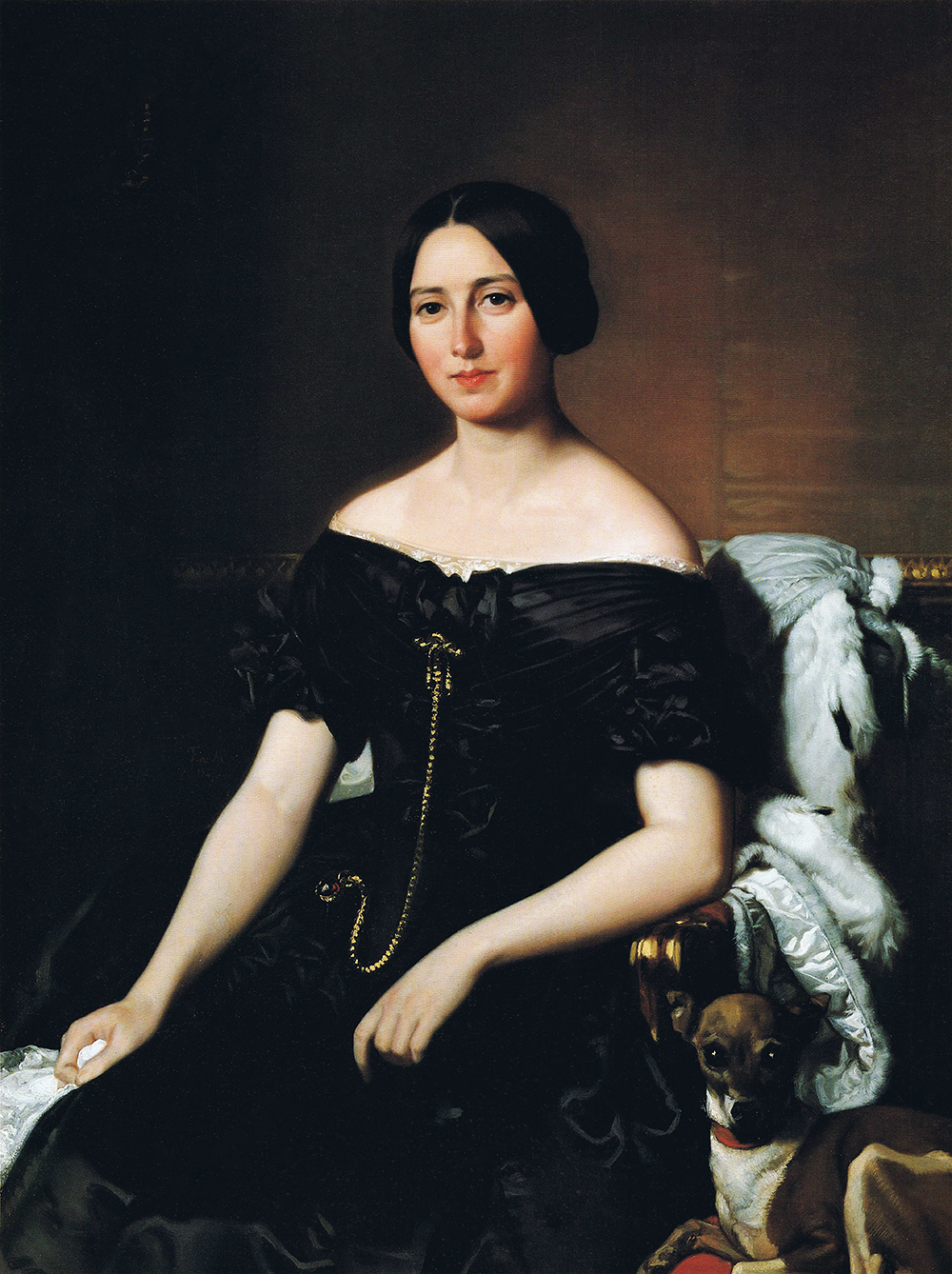
Retrato de Josefa Corral (1847), esposa de Joaquín de Vera y Olazábal, realizado por Federico de Madrazo.

Habría nacido el 21 de mayo de 1835. Ingresó en la vida parlamentaria como diputado en las Cortes de 1864-1865 y, tras estar separado de la política activa durante algunos años, volvió a obtener representación en 1881, por el distrito guipuzcoano de Azpeitia.Durante la Restauración fue varios años senador por la provincia de Cáceres.
Procedente de la Unión Liberal, se afilió posteriormente al partido constitucional, en el que militó durante el Sexenio Democrático. Más adelante siguió a Sagasta al partido fusionista, al que pertenecía hacia mediados de la década de 1880.
Contrajo matrimonio con Josefa Corral, marquesa de Narros, que murió en 1893 y con la que no tuvo descendencia. Falleció el 23 de mayo de 1895 en Madrid y fue enterrado en el cementerio de San Isidro.